# العلاقات الأنغولية الطاجيكستانية
العلاقات الأنغولية الطاجيكستانية هي العلاقات الثنائية التي تجمع بين أنغولا وطاجيكستان.

## مقارنة بين البلدين
هذه مقارنة عامة ومرجعية للدولتين:
| وجه المقارنة                                              | أنغولا           | طاجيكستان                          |
| --------------------------------------------------------- | ---------------- | ---------------------------------- |
| المساحة (كم2)                                             | 1.25 مليون       | 143.10 ألف                         |
| عدد السكان (نسمة)                                         | 29.78 مليون      | 8.92 مليون                         |
| الكثافة السكانية (ن./كم²)                                 | 23.82            | 62.33                              |
| العاصمة                                                   | لواندا           | دوشنبه                             |
| اللغة الرسمية                                             | اللغة البرتغالية | اللغة الطاجيكية                    |
| العملة                                                    | كوانزا أنغولي    | ساماني طاجيكي، الروبل الطاجيكستاني |
| الناتج المحلي الإجمالي (بليون دولار)                      | 124.21 مليار     | 7.15 مليار                         |
| الناتج المحلي الإجمالي (تعادل القوة الشرائية) بليون دولار | 184.83 مليار     | 24.03 مليار                        |
| الناتج المحلي الإجمالي الاسمي للفرد دولار أمريكي          | 4.10 ألف         | 925                                |
| الناتج المحلي الإجمالي للفرد دولار أمريكي                 |                  | 2.69 ألف                           |
| مؤشر التنمية البشرية                                      | 0.533            | 0.624                              |
| رمز المكالمات الدولي                                      | +244             | +992                               |
| رمز الإنترنت                                              | .ao              | .tj                                |
| المنطقة الزمنية                                           | ت ع م+01:00      | ت ع م+05:00                        |

## منظمات دولية مشتركة
يشترك البلدان في عضوية مجموعة من المنظمات الدولية، منها:
| علم المنظمة | اسم المنظمة                        | تاريخ انضمام أنغولا | تاريخ انضمام طاجيكستان |
| ----------- | ---------------------------------- | ------------------- | ---------------------- |
|             | منظمة الشرطة الجنائية الدولية      | ?                   | ?                      |
|             | منظمة حظر الأسلحة الكيميائية       | ?                   | ?                      |
|             | مؤسسة التمويل الدولية              | 19 سبتمبر 1989      | 2 ديسمبر 1994          |
|             | يونسكو                             | 11 مارس 1977        | 6 أبريل 1993           |
|             | البنك الدولي للإنشاء والتعمير      | 19 سبتمبر 1989      | 4 يونيو 1993           |
|             | مؤسسة التنمية الدولية              | 19 سبتمبر 1989      | 4 يونيو 1993           |
|             | الأمم المتحدة                      | 1 ديسمبر 1976       | 2 مارس 1992            |
|             | وكالة ضمان الاستثمار متعدد الأطراف | 19 سبتمبر 1989      | 9 ديسمبر 2002          |
|             | الاتحاد الدولي للاتصالات           | 13 أكتوبر 1976      | 28 أبريل 1994          |
|             | الاتحاد البريدي العالمي            | ?                   | ?                      |

## وصلات خارجية
- موقع وزارة الخارجية الأنغولية